# 국립농산물품질관리원 경남지원
국립농산물품질관리원 경남지원(國立農産物品質管理院 慶南支院)은 국립농산물품질관리원의 소속기관이다. 1999년 5월 24일 발족하였으며, 경상남도 창원시 성산구 중앙대로249번길 16에 위치하고 있다. 지원장은 서기관 또는 기술서기관으로 보한다.

## 연혁
- 1949년 2월 16일: 농산물검사소에 부산지소 설치.
- 1963년 5월 28일: 국립농산물검사소 소속으로 개편.
- 1995년 3월 10일: 경상남도지소로 개편.
- 1998년 7월 1일: 경남지소로 개편.
- 1999년 5월 24일: 국립농산물품질관리원 경남지원으로 개편.
- 2011년 6월 15일: 출장소를 사무소로 개편
- 2021년 7월 1일: 국립농산물품질관리원 경남지원 주소가 의창구에서 성산구로 변경

## 관할구역
- 부산광역시
- 울산광역시
- 경상남도

## 조직

### 지원장
| - 유통관리과 - 품질관리과 | - 사무소 - 부산사무소 - 울산사무소 - 진주사무소 - 사천사무소 - 통영·거제사무소 - 고성사무소 - 밀양사무소 - 김해·양산사무소 - 함안·의령사무소 - 창녕사무소 - 하동사무소 - 남해사무소 - 함양사무소 - 산청사무소 - 합천사무소 - 거창사무소 |